# エルトマン・アウグスト・フォン・ブランデンブルク＝バイロイト
エルトマン・アウグスト・フォン・ブランデンブルク＝バイロイト（ドイツ語: Erdmann August von Brandenburg-Bayreuth, 1615年10月8日 - 1651年2月6日）は、ドイツのバイロイト辺境伯家の世子。

## 生涯

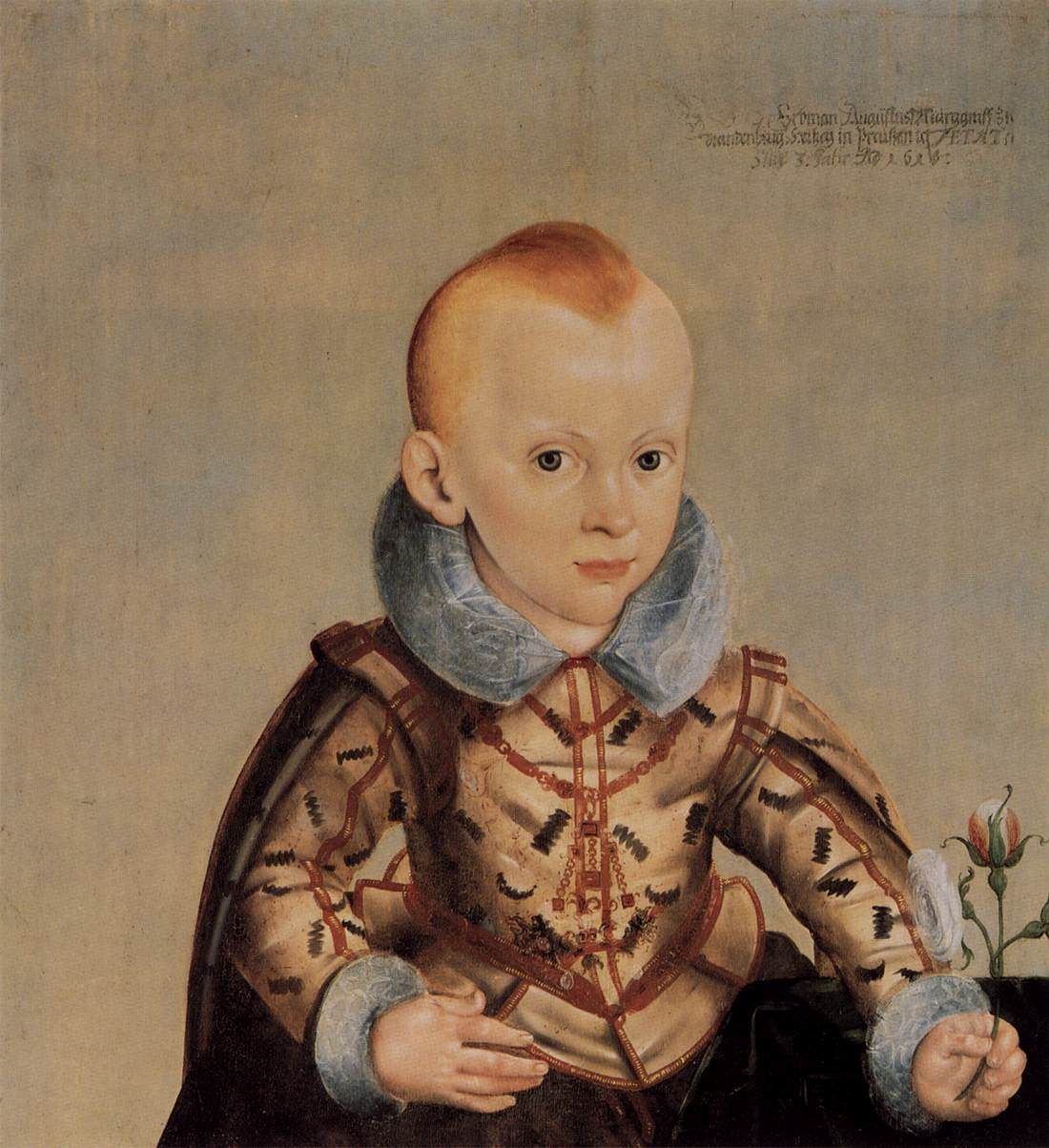
幼少期のエルトマン・アウグスト、ハインリヒ・ボラント画

ブランデンブルク＝バイロイト辺境伯クリスティアンとその妻でプロイセン公アルブレヒト・フリードリヒの娘であるマリーの間の第7子、三男として生まれた。2人の兄が夭折したため、父の継嗣になった。しかし父や弟ゲオルク・アルブレヒトとは不仲だった。
1647年に父よりラウエンシュタイン、リヒテンベルク、ティアーバッハの管理権を譲られ、ラウエンシュタイン城（Schloss Lauenstein）に居を移して独自の宮廷を持つことになった。翌1648年に父の住むプレッセンブルク城の宮廷で弟ゲオルク・アルブレヒトと拳銃による決闘沙汰を起こすが、兄弟とも無傷で済んでいる。この事件後は父や弟と決裂し、改築の完了したラウエンシュタイン城に引きこもって暮らした。
1641年12月8日に叔父のブランデンブルク＝アンスバッハ辺境伯ヨアヒム・エルンストの娘ゾフィー（1614年 - 1646年）と結婚し、間に一人息子のクリスティアン・エルンスト（1644年 - 1712年）をもうけた。妻と死別後、メクレンブルク公アドルフ・フリードリヒ1世の娘ゾフィー・アグネス（1625年 - 1694年）と婚約したが、再婚直前に父に先立って35歳で没した。遺骸はバイロイト市教会（Stadtkirche (Bayreuth)）に葬られた。